# Certhia brachydactyla
Il rampichino comune (Certhia brachydactyla Brehm, 1820) è un uccello passeriforme della famiglia Certhiidae.

## Etimologia
Il nome scientifico della specie, brachydactyla, deriva dall'unione delle parole greche βραχυς (brachys/brachus, "corto") e δακτυλος (dactylos/daktulos, "dito"), col significato di "dalle dita corte, in virtù alle unghie più corte rispetto all'assai simile rampichino alpestre.

## Descrizione

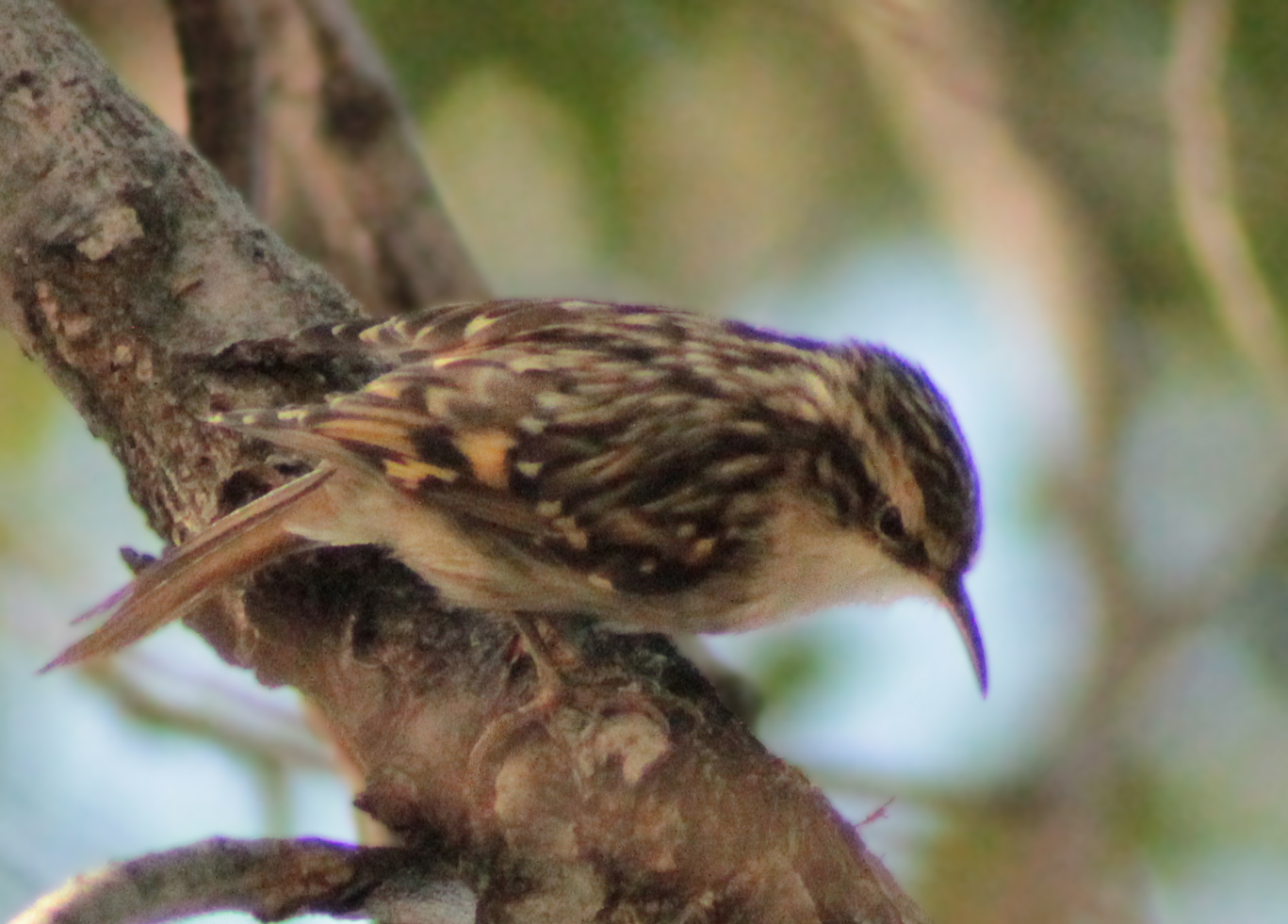
Esemplare a Madrid.

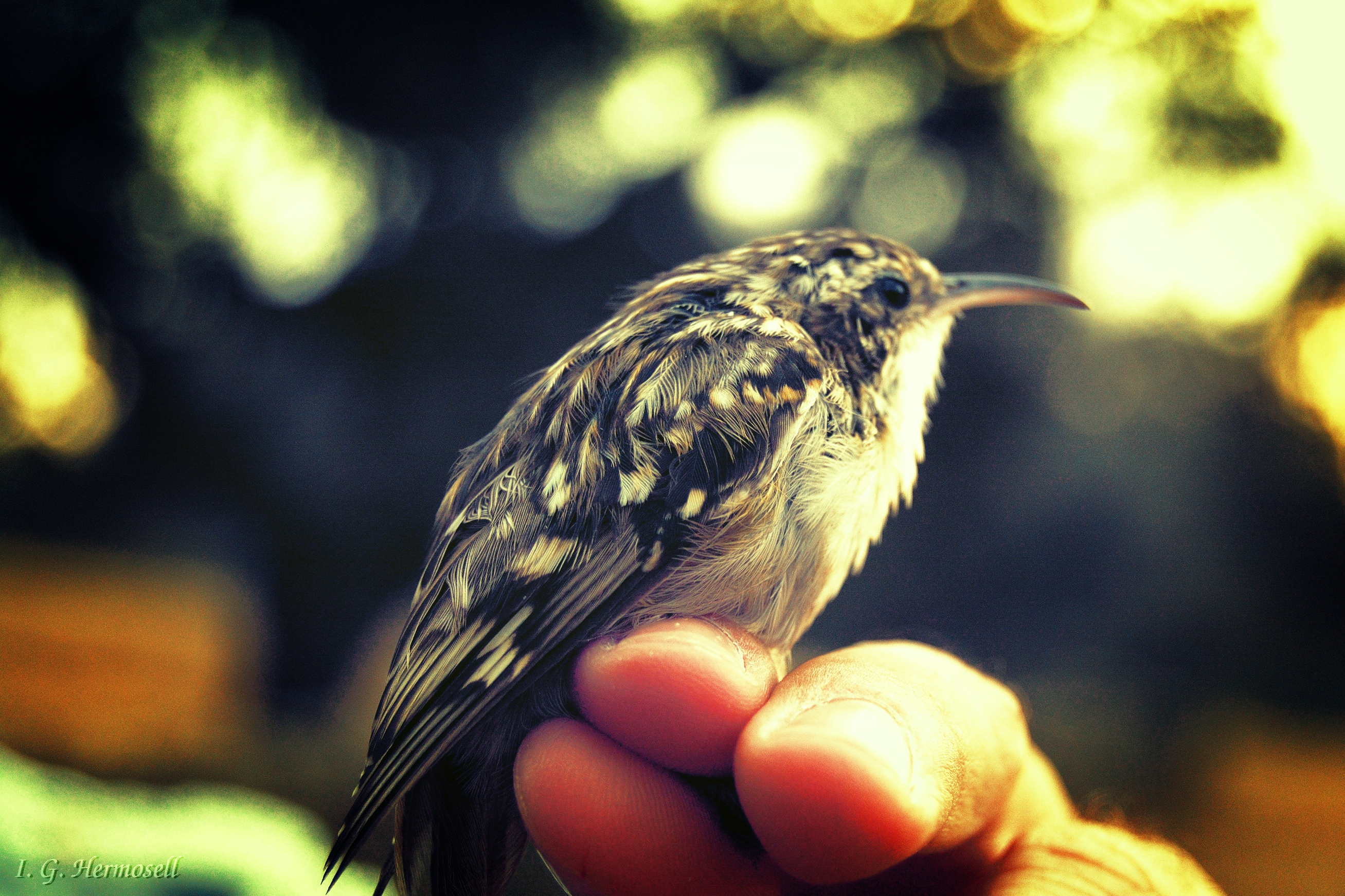
Esemplare in mano.

### Dimensioni
Misura 12,5 cm di lunghezza, per 7,5-11 g di peso.

### Aspetto
Si tratta di uccelletti dall'aspetto paffuto e arrotondato, muniti di grossa testa piriforme (arrotondata sulla nuca e allungata nel senso del becco) che sembra incassata direttamente nel torso, becco piuttosto lungo e sottile incurvato verso il basso, ali appuntite, coda squadrata piuttosto lunga e dalle penne rigide e forti zampe dalle lunghe dita artigliate: nel complesso, il rampichino comune somiglia molto al rampichino alpestre, rispetto al quale presenta unghie (soprattutto la posteriore) più corte, colorazione ventrale più chiara e più nettamente separata dal bruno dorsale, sopracciglio meno nitido e coda e remiganti sono più scure.
Il piumaggio è di color nocciola su fronte, vertice e nuca: il dorso è dello stesso colore, con le singole penne che però presentano punta orlata di scuro e base con una macchia circolare chiara, a dare alla zona un effetto screziato e mimetico. Le ali presentano area scapolare più scura e remiganti di color bruno-dorato con base più scura: di quest'ultimo colore sono anche la coda e il sottocoda, mentre gola e petto sono bianchi ed il sopracciglio è di colore beige, delimitato inferiormente da una mascherina facciale bruna che parte dai lati del becco e va a congiungersi col bruno della nuca.

La livrea tende a divenire più bruno-rossiccia man mano che si va da ovest verso est.
Il becco presenta mandibola superiore nerastra e mandibola inferiore di colore arancio-rosato, mentre gli occhi sono di colore bruno scuro e le zampe sono di color carnicino.

## Biologia

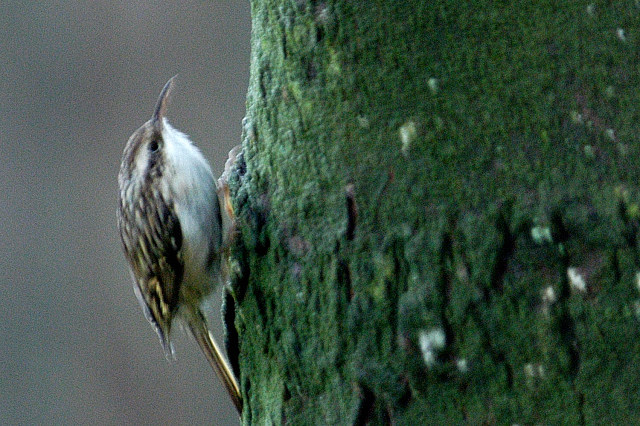
Esemplare nelle Ardenne.

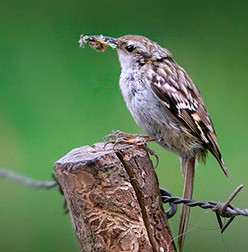
Esemplare con cibo nel becco nei Paesi Bassi.

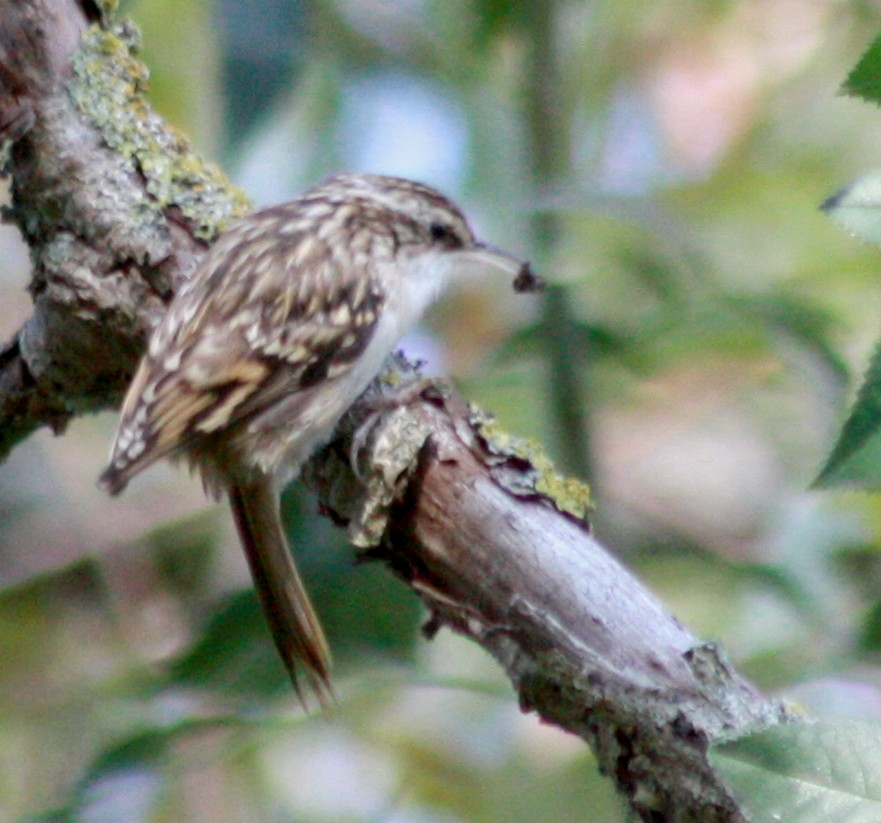
Esemplare si nutre in Francia.

Si tratta di uccelli dalle abitudini diurne e tendenzialmente solitarie, che però possono essere osservati anche in coppie: essi passano la maggior parte della giornata alla ricerca di cibo, volando alla base di un albero e percorrendone in maniera elicoidale tutto il tronco e i rami, per poi passare eventualmente al successivo.
Il richiamo di questi uccelli è acuto e composto da quattro note corte, che ricordano il cigolio di una ruota metallica: esso rappresenta il modo più sicuro per distinguere il rampichino comune dal rampichino alpestre nelle aree in cui le due specie vivono in simpatria, anche se un buon 5% degli individui in queste aree non sono identificabili con certezza.

### Alimentazione
Il rampichino comune è un uccello insettivoro, che utilizza il lungo becco ricurvo per ispezionare le fessure e le spaccature della corteccia ed i buchi nei tronchi alla ricerca di piccoli insetti, larve, ragni ed altri piccoli invertebrati, che costituiscono la massima parte della sua dieta. Durante i periodi più freddi, questi uccelli possono inoltre nutrirsi di semi e granaglie.

### Riproduzione
La stagione riproduttiva va dalla fine di marzo a giugno: si tratta di uccelli monogami (anche se i maschi possono mostrare poliginia, con le femmine che talvolta nidificano assieme), che tendono a portare avanti due covate a stagione.

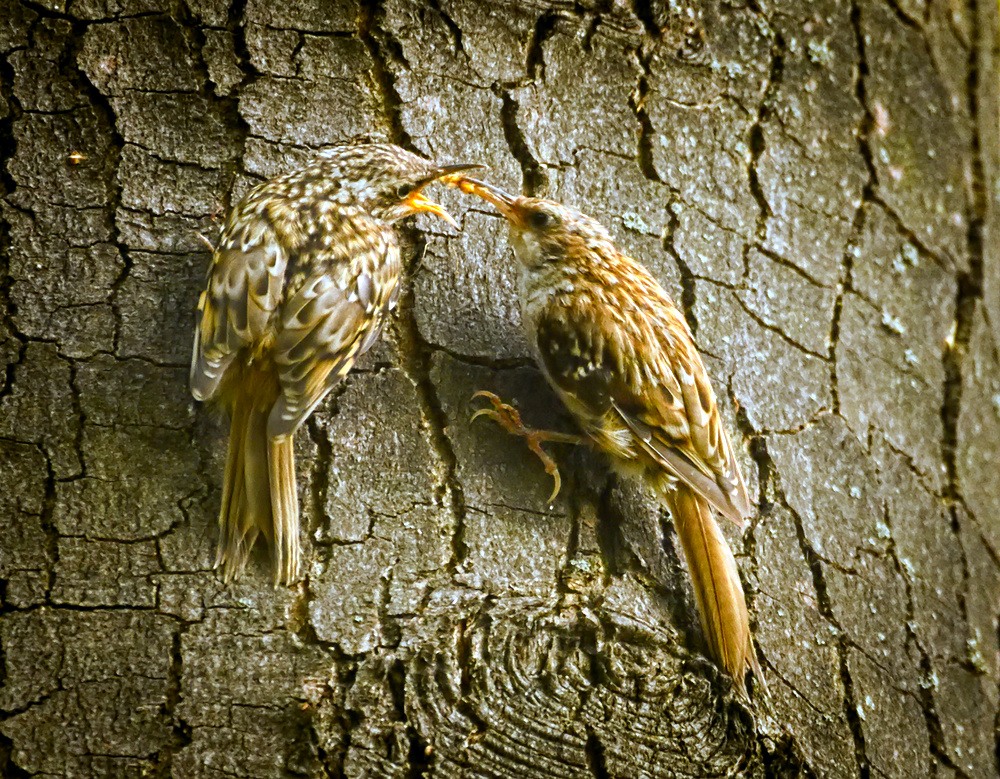
Giovane chiede l'imbeccata alla madre a Breslavia.

Il nido, a forma di coppa, viene costruito intrecciando rametti, fili d'erba, pezzetti di corteccia, ragnatela e aghi di pino e foderando l'interno con piumino, lanugine e licheni: esso viene ubicato in una spaccatura di un tronco o della corteccia (la quercia da sughero è particolarmente apprezzata dai rampichini per la nidificazione, in virtù della facilità di scavo nella sua corteccia), in una tana abbandonata o anche in crepe dei muri sufficientemente spaziose.

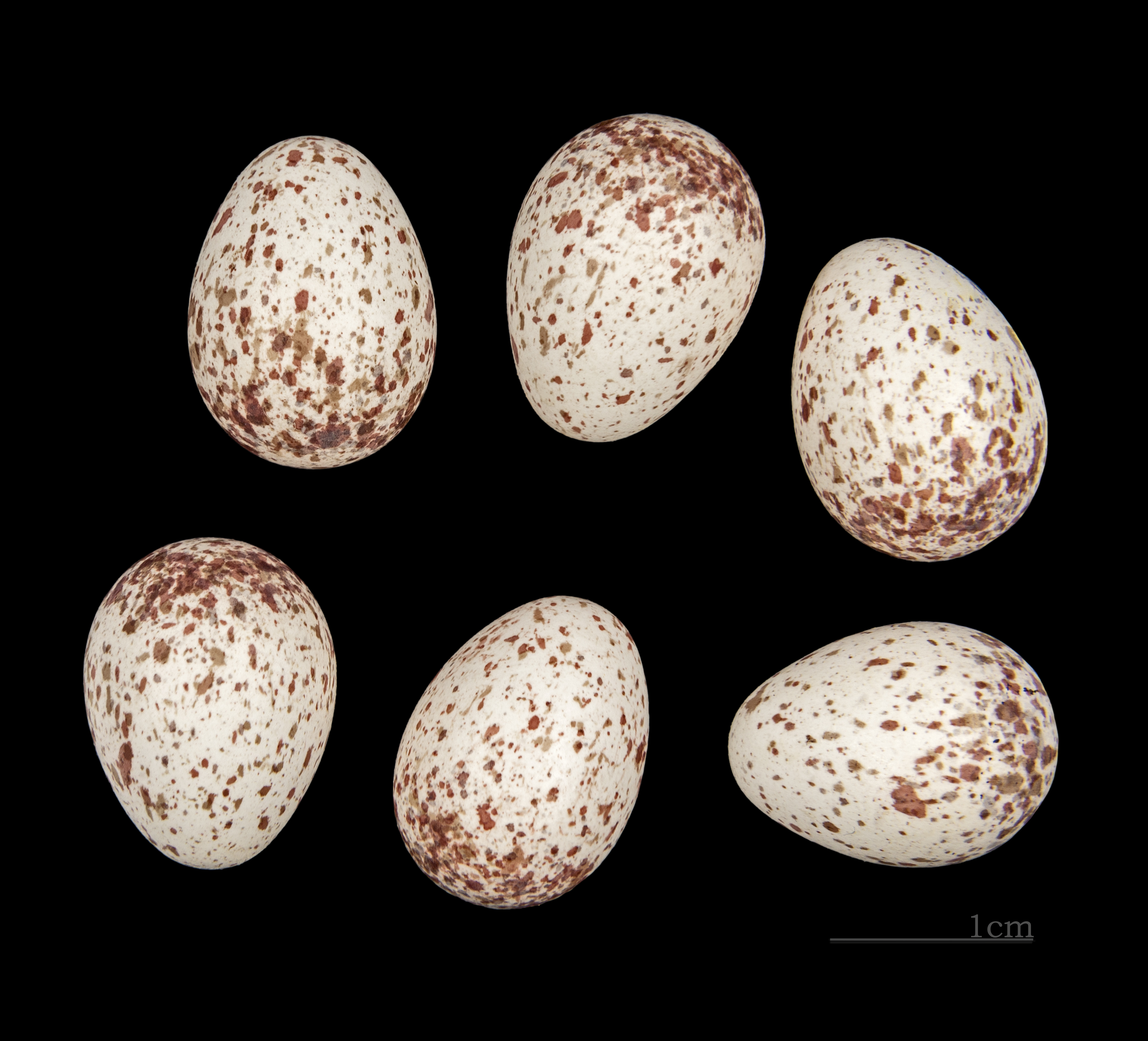
Uova.

All'interno del nido, la femmina depone 5-7 uova biancastre con rada maculatura di colore bruno-rossiccio, che provvede a covare da sola (col maschio che rimane nei pressi del nido e si incarica di reperire il cibo per sé e per la compagna) per circa due settimane: i pulli sono ciechi ed implumi alla schiusa, e vengono imbeccati da ambedue i genitori (sebbene sia solo la femmina ad accudirli, col maschio che si occupa unicamente di portare il cibo).

I giovani sono in grado d'involarsi fra le due e le tre settimane di vita: tuttavia, dopo l'involo essi rimangono presso il nido ancora per qualche giorno, dormendo coi genitori (che nel frattempo stanno generalmente accingendosi a portare avanti un'altra covata, costruendo un nuovo nido), seguendoli nei loro spostamenti e chiedendo loro (soprattutto alle femmine) sempre più sporadicamente l'imbeccata, prima di allontanarsene definitivamente a poco meno di un mese dalla schiusa.

## Distribuzione e habitat

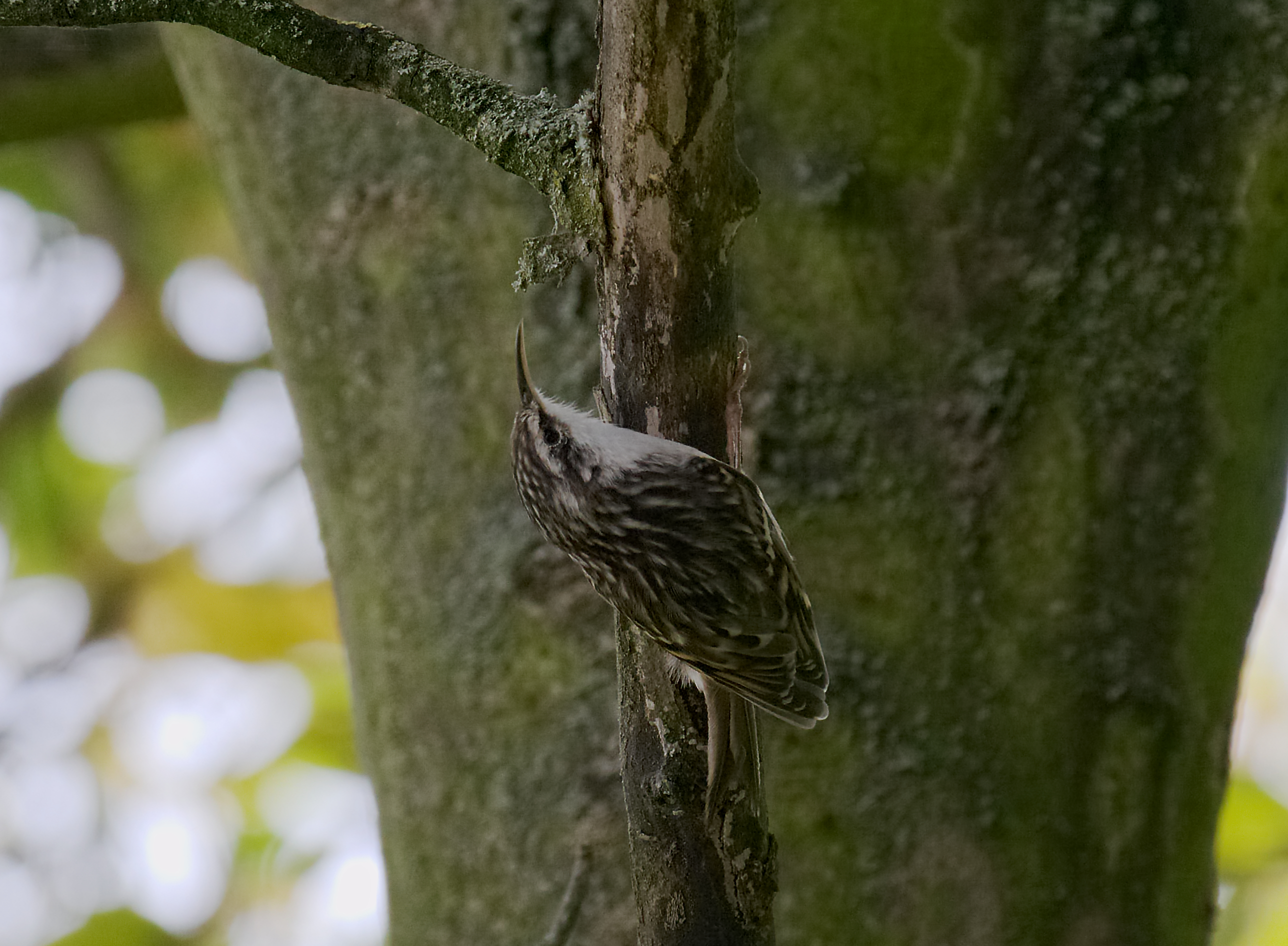
Esemplare a Mannheim.

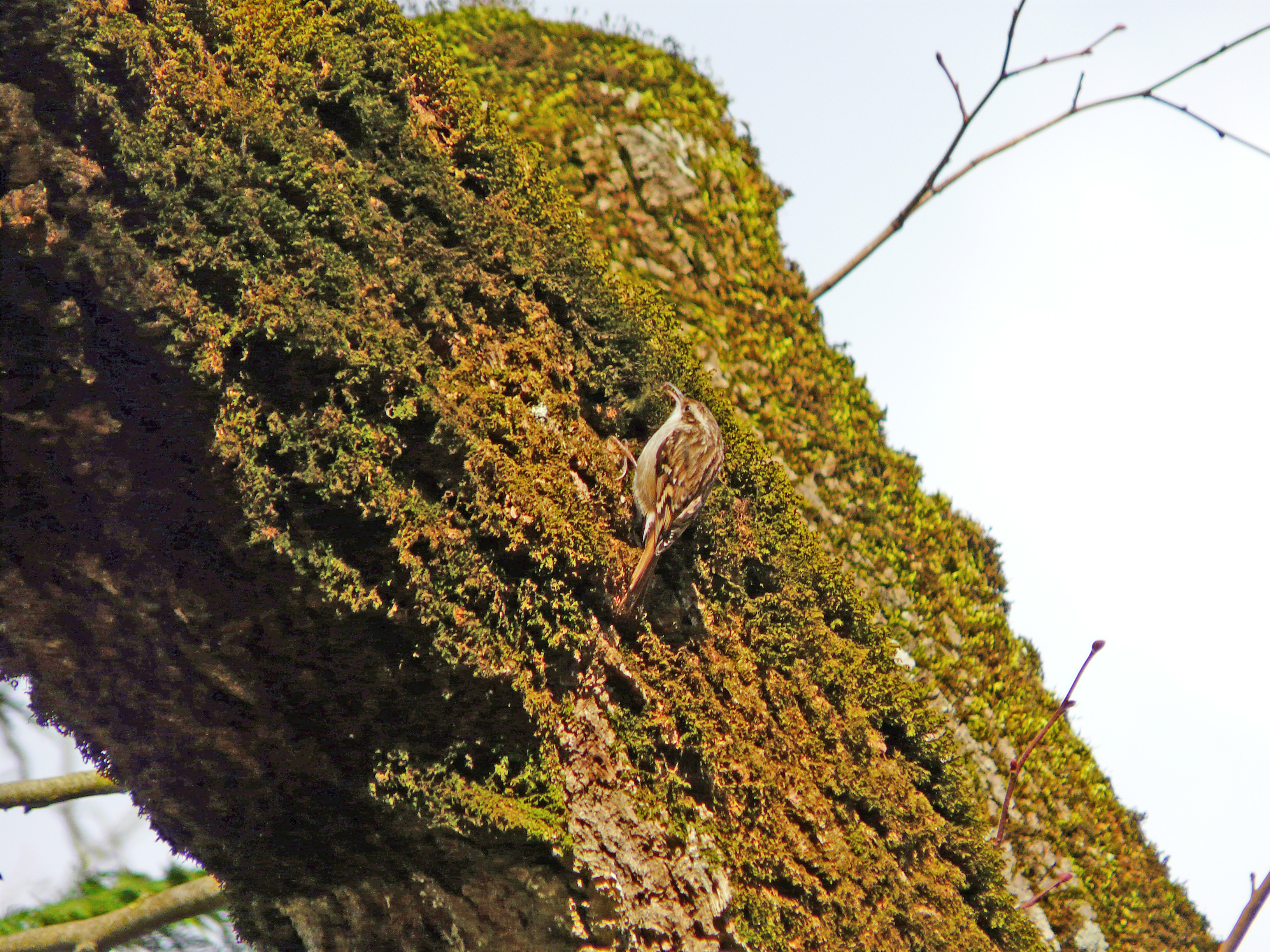
Esemplare a Montagnac-la-Crempse.

Il rampichino comune è diffuso in gran parte dell'Europa (dalla penisola iberica alla Rutenia occidentale, oltre che in Ungheria, nella porzione occidentale e meridionale della penisola balcanica e sulle coste della Turchia, nonché nel Caucaso) e lungo le coste del Maghreb. In Italia è la specie è presente nelle aree pedemontane di tutte le regioni, Sardegna esclusa.

Sebbene sia stanziale, durante il periodo riproduttivo le popolazioni delle zone più calde possono salire in quota per trovare l'ambiente favorevole alla nidificazione, rappresentato dalle zone con isoterma compresa fra i 17 e i 26 °C.
L'habitat di questi uccelli è rappresentato dalle foreste decidue o miste ma a prevalenza di latifoglie, possibilmente primarie e ben mature (ma anche parchi e giardini), con presenza di grossi alberi dalla corteccia spaccata, evitando invece i boschi di conifere: mentre in Europa centrale abita le zone di pianura, nel sud dell'areale il rampichino è una specie pedemontana e di alta collina, e può essere osservato fino a 2000 m di quota.

## Tassonomia
Se ne riconoscono cinque sottospecie:
- Certhia brachydactyla megarhynchos Brehm, 1831 - diffusa dal nord del Portogallo alla Germania nord-occidentale;
- Certhia brachydactyla brachydactyla Brehm, 1820 - la sottospecie nominale, diffusa dalla penisola iberica (tranne la fascia costiera settentrionale) al sud-ovest della Lituania e alla Turchia, Italia compresa;
- Certhia brachydactyla mauritanica Witherby, 1905 - endemica dei monti dell'Atlante, dal Marocco centrale al nord-ovest della Tunisia;
- Certhia brachydactyla dorotheae Hartert, 1904 - endemica di Creta e Cipro;
- Certhia brachydactyla rossocaucasica Stepanyan, 2000 - endemica del Caucaso nord-occidentale;

Alcuni autori riconoscerebbero inoltre le sottospecie harterti e stresemanni della penisola anatolica, attualmente sinonimizzate nella nominale, e spatzi dei Lefka Ori (sinonimizzata con dorotheae.

Sebbene le varie sottospecie siano piuttosto simili fra loro, le sottospecie mauritanica e dorotheae presentano differenze piuttosto consistenti a livello di vocalizzazioni (non reagendo i ai richiami delle altre sottospecie e viceversa) e, nel caso della prima, anche a livello genetico.